# Iring Freytag
Iring Freytag (* 1981 in Köln) ist ein deutscher Animator und Filmregisseur.

## Leben
Iring Freytag wurde 1981 in Köln geboren.
Nach Praktika und Tätigkeiten in den Bereichen Fotografie, Multimedia und Computergrafik, so als CG Artist bei The Light Works, studierte er
von 2010 bis 2016 Animation an der Filmakademie Baden-Württemberg. Für seinen Abschlussfilm Child aus dem Jahr 2015 wurde Freytag im Jahr 2017 gemeinsam mit Viktor Stickel im Rahmen der Student Academy Awards nominiert.
Seit seinem Studienabschluss arbeitet Freytag als freiberuflicher 3D-Generalist und Animator.

## Filmografie
- 2012: Radio Active
- 2012: Herr K und der E (animierter Kurzfilm)
- 2013: Plot-O-Mat
- 2015: Real Buddy
- 2015: Child (animierter Kurzfilm)

## Auszeichnungen
Student Academy Awards
- 2017: Nominierung für den Student Academy Award in der Kategorie Animationsfilme – International Film Schools (Child)